# علقمة (القرن 8)
علقمة كان قائدًا مسلمًا أندلسيًّا متميزًا خدم في شمال أيبيريا في بداية القرن الثامن، قُتل عام 722 م.
بأمر من منوسة، حاكم مملكة أشتوريش، أمر علقمة جيشًا مكلفًا بإنهاء شغب بيلاجيوس الأشغوري. وصل جيش علقمة وأقام معسكره في جبال قنطبرية بالقرب من بلدة صخرة بلاي حيث كان بيلاجيوس مختبئًا. وبعد أن رفض بيلاجيوس الاستسلام، أمر علقمة جنوده بدخول ممر الجبل حيث تعرضوا لكمين في معركة كوفادونجا التي تلت ذلك. قُتل علقمة وتفرق جيشه وانسحب من أشتوريش.
ويُرجح أنه والد هو عبد الرحمن بن علقمة اللخمي الذي أصبح فيما بعد والي أربونة، وهي بلدة تقع اليوم في فرنسا.